# 26 Korpus Armijny (Imperium Rosyjskie)
26 Korpus Armijny (ros. 26-й армейский корпус) – wyższy związek taktyczny Armii Imperium Rosyjskiego sformowany w czasie I wojny światowej.

## Podporządkowanie
- 1 Armii (2.08.1914)
- 8 Armii (22.09.1914 – 7.01.1915)
- Armii Specjalnej (23.01 – 28.02.1915)
- 9 Armii (22.11 – grudzień 191720.04 - 5.12.1915)

## Dowódcy Korpusu
- gen. piechoty A. A. Gerngross (sierpień 1914 – grudzień 1916)
- gen. lejtnant J. K. Miller (grudzień 1916 – sierpień 1917)
- gen. lejtnant A. W. Mortynow  (sierpień – wrzesień 1917)
- gen. lejtnant J. D. Józefowicz  (od września 1917)